# Joseph Merrick

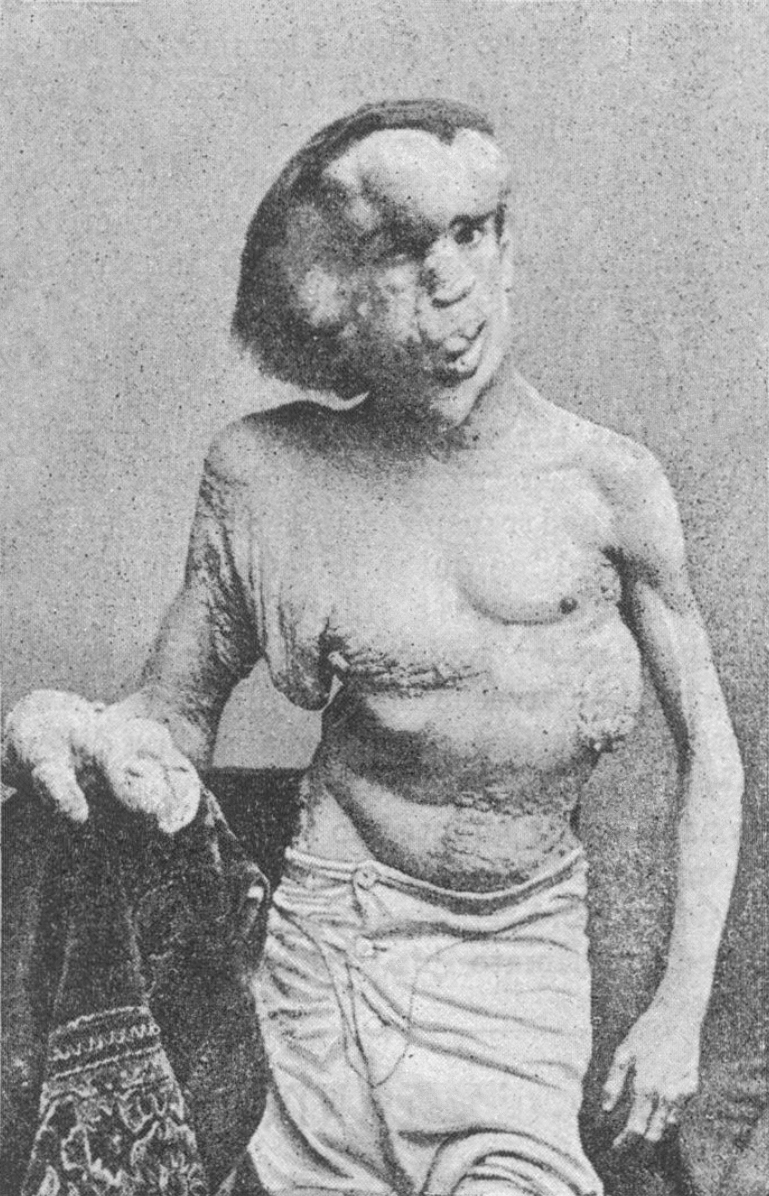
Joseph Merrick, alias "The Elephant Man"

Joseph Carey Merrick, beter bekend als The Elephant Man (Leicester, 5 augustus 1862 – Londen, 11 april 1890) was een Engelsman die bekend werd vanwege zijn afwijkende lichamelijk voorkomen. Dat werd naderhand geclassificeerd als het proteus-syndroom, mogelijk gecombineerd met andere aandoeningen.

## Biografie
Merricks ouders waren Joseph Rockley Merrick en Mary Jane Potterton.  Aan het begin van zijn leven zag hij er als een gewone jongen uit, maar tussen zijn derde en vijfde levensjaar veranderde dat. Aan de rechterkant van zijn gezicht en lichaam begonnen bulten te groeien en dit nam in een snel tempo toe. De artsen die hem onderzochten gingen ervan uit dat hij aan de zeldzame aandoening elefantiase leed.
Merrick werd door zijn misvorming geïsoleerd van normale omgang met kinderen en kon nauwelijks nog naar school, aangezien hij zwak was en gepest werd. Hij was voor de meeste mensen te afschrikwekkend om naar te kijken.
De artsen konden niets voor hem doen en Merrick werd al snel door zijn omgeving uitgestoten. Volgens verschillende bronnen zouden zijn ouders hem, toen hij tien jaar was, helemaal verstoten hebben. Dit is niet helemaal correct. Zijn moeder heeft hem nooit verstoten, maar stierf toen Merrick twaalf jaar oud was. Hij bleef bij zijn vader achter, die hertrouwde. De stiefmoeder van Merrick accepteerde hem niet en stond erop dat het kind uit huis gezet zou worden. Het gevolg hiervan was dat Merrick op straat begon te zwerven en als schoenpoetser probeerde om zijn geld te verdienen. Hij werd op straat gepest en uitgelachen om zijn afschrikwekkende uiterlijk. Het gezicht en lichaam van Merrick waren voor een groot deel overgroeid met harde bottumoren. Vaak gingen nieuwsgierige mensen om hem heen staan om naar hem te kijken.
Merrick besloot om als bezienswaardigheid in een ‘freakshow’ van een circus te gaan werken waar hij veel bezoekers trok. Later schreef hij zelf dat de tijd dat hij als bezienswaardigheid voor het circus had gewerkt, minder pijnlijk voor hem was geweest dan zijn leven in de gewone wereld. Bij het circus waren de mensen uitzonderlijk aardig tegen hem geweest. Het geld wat Merrick verdiende bij het circus, spaarde hij op, maar het geld werd in België door een oplichter van hem gestolen. Merrick keerde berooid en bedroefd naar Engeland terug. Daar werd hij op straat gemolesteerd en kwam hij in het ziekenhuis terecht. De politie vond een kaartje geadresseerd aan dokter Frederick Treves in zijn zak.

## Frederick Treves
Een paar jaar eerder had dokter Frederick Treves Merrick ontmoet bij een van zijn optredens in het circus. De chirurg had interesse in zijn ziekte getoond en hem zijn adres in Londen gegeven. Nu kwam Merrick weer in contact met dokter Treves. De arts bood Merrick onderdak aan in een ziekenhuis in Whitechapel. Treves stelde de (overigens onjuiste) diagnose ‘elefantiase’, bij Merrick. Dokter Treves verzamelde donaties om de rekeningen van het ziekenhuis voor Merrick te betalen. Ook de pers kwam op Merrick af, waardoor hij enige bekendheid begon te genieten. Merrick werd opnieuw een bezienswaardigheid, maar nu voor de rijkere mensen, die hem met meer respect behandelden. Zelfs leden van het koningshuis, waaronder Alexandra van Denemarken kwamen hem ‘bezichtigen’.
Als hij vrij was kon Merrick niet gewoon over straat lopen, omdat hij dan aangevallen en uitgescholden werd. Daarom droeg hij een kap die speciaal voor zijn enorme hoofd gemaakt was, om zijn uiterlijk achter te verstoppen. Hij was een gevoelig mens die zwaar onder zijn mismaaktheid leed.
In 1889 nam hij zes weken vakantie en trok de natuur in, ver weg van de nieuwsgierige blikken van mensen. Zijn gezondheid ging achteruit, aangezien zijn misvormingen bleven toenemen.

## Overlijden
Merrick had bijna heel zijn leven lang rechtop moeten slapen omdat zijn hoofd zo zwaar was dat hij plat liggend, onvoldoende lucht kon krijgen. Op 11 april 1890 werd hij dood aangetroffen in zijn bed. In de film 'The Elephant Man' (zie onder) wordt gesuggereerd dat hij zelf koos om op zijn rug te gaan liggen en te sterven. In werkelijkheid werd hij 's middags gevonden op zijn bed bovenop de lakens en had hij nog normaal ontbeten. Zijn dood werd gecategoriseerd als een natuurlijke dood waarbij de precieze oorzaak onduidelijk was. Merrick werd 27 jaar. Na zijn dood was zijn lichaam nog enige tijd te bezichtigen in het Royal Hospital van Londen.

## Naam
De bijnaam The Elephant Man kreeg hij, omdat hij leed aan grove mismakingen over bijna zijn gehele lichaam. Aanvankelijk dachten de artsen dat Merrick elefantiase had. Lang na Merricks dood kwam de suggestie dat de Brit weleens aan neurofibromatose kon hebben geleden. In 1986 werd gesteld dat zijn aandoening het zeldzame proteus-syndroom was. In 2003 maakte Dr. Charis Eng bekend dat Merrick – volgens DNA-onderzoek – zeker het proteus-syndroom had, maar dat het goed mogelijk was dat hij óók neurofibromatose had (type 1). Merricks voornaam wordt soms (verkeerd) weergegeven als 'John'.

## Popcultuur
Over Merrick zijn verschillende films gemaakt. De bekendste daarvan is waarschijnlijk The Elephant Man uit 1980 van regisseur David Lynch, met John Hurt als Merrick en Anthony Hopkins als Dr. Frederick Treves. Deze film werd genomineerd voor acht Oscars, waaronder die voor beste film, beste regisseur en beste hoofdrolspeler.
The Elephant Man komt ook voor als een (bij)personage in de vuistdikke comicminiserie From Hell, over de jacht op Jack the Ripper in Victoriaans Engeland, van schrijver Alan Moore en tekenaar Eddie Campbell. Ook komt Joseph Merrick voor in de serie Ripper Street.